# Sport multidisciplinare
Lo sport multidisciplinare raccoglie nella prova complessiva più discipline sportive.
Alcuni di tali sport sono discipline Olimpiche.

## Classificazione completa
| Sport Name         | Stages |
| ------------------ | --- |
| Triathlon          | nuoto, ciclismo, corsa |
| Cross triathlon    | nuoto, mountain biking, trail running |
| Duathlon           | corsa, ciclismo, corsa |
| Cross duathlon     | Mountain biking, trail running |
| Swimrun            | nuoto e corsa multipli (senza zone cambio) |
| Aquathlon          | nuoto, corsa |
| Biathlon           | sci di fondo e tiro |
| Aquabike           | nuoto, ciclismo o mountain biking |
| Quadrathlon        | nuoto, kayaking, ciclismo mountain biking, corsa |
| Rowathlon          | Indoor rowing, cycling, running |
| Winter triathlon   | corsa, ciclismo mountain biking, Cross-country skiing |
| Winter quadrathlon | ciclismo mountain biking, corsa, skiing, Snowshoeing |
| Pentathlon moderno | tiro a segno, nuoto, scherma, equitazione, corsa campestre |
| Decathlon (uomini) | 100 metri piani, salto in lungo, getto del peso, salto in alto, 400 metri piani, 110 metri ostacoli, lancio del disco, salto con l'asta, lancio del giavellotto, 1500 metri piani |
| Eptathlon (donne)  | 100 metri ostacoli, salto in alto, getto del peso, 200 metri piani, salto in lungo, lancio del giavellotto, 800 metri piani                                                       |